# مؤسسه وی۲ برای رسانه‌های ناپایدار

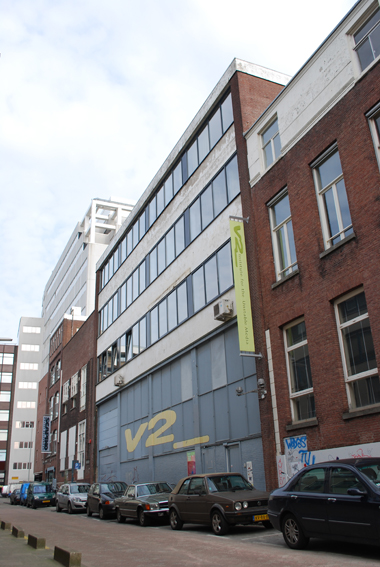
ساختمان اداری موسسه وی ۲

مؤسسه وی۲ برای رسانه‌های ناپایدار( انگلیسی: V2 Institute for the Unstable Media) در سال ۱۹۸۱ تأسیس شد، و مرکزی بین‌رشته ای برای هنر و فناوری رسانه در روتردام هلند است. این موسسه فضایی را فراهم می‌کند که هنرمندان، دانشمندان، توسعه دهندگان نرم‌افزار و سخت‌افزار، محققان و نظریه پردازان از رشته‌های مختلف می‌توانند یافته‌‌ها و بینش خود را به اشتراک بگذارند.
این مرکز، سازمان‌دهنده اصلی جشنواره هنر الکترونیک هلند بود؛ که از تظاهرات رسانه‌های ناپایدار که وی 2  از سال 1987 سازماندهی می‌کرد، تکامل یافت.
در طول سال‌ها وی 2 با هنرمندان و نظریه‌پردازان بسیاری از جمله: استلارک، اورلان، سیمبیوتیکا، دیک رایماکرز، میشل وایسویز، فرانسیسکو لوپز، برایان ماسومی، مانوئل دلاندا، پل ویریلیو، رافائل لوزانو- همر، نوبوتیک ریسرچ، آشیل امبمبه و رم کولهاس همکاری کرده است.

## رویدادها و اقامت‌ها

###### وی 2 اقامت‌های بسیاری را برای هنرمندان نوظهور در زمینه هنر و فناوری سازماندهی کرده است. از جمله نمایشگاه‌های گروهی موضوعی زیر است:
- Manifest [0] (1987)[۹]
- Machine Aesthetics (1997)[۱۰]
- Palm Top Theater Exhibition (2011)[۱۱]
- Data in de 21st Century (2015)[۱۲]
- The Gig Is Up (2016)[۱۳]
- To Mind is to Care (2020)[۱۴]
- Reasonable Doubt (2022)[۱۵]
- Waterworks (2022)[۱۶]
- Becoming Geological (2022)[۱۷]
- presence (Un) presence (2023)[۱۸]
- New Art {collection;} at V2_ (2023)
- {class}- On Consequences in Algorithmic Classification (2023)
- [up]loaded bodies (2024)